# 81-7021/7022
81-7021/7022 — модель электровагонов метрополитена, разработанная и выпущенная в 2005—2010 гг. ОАО «Крюковский вагоностроительный завод». Вагоны модели 81-7021 — головные, 81-7022 — промежуточные. Является первой украинского производства.

## История создания

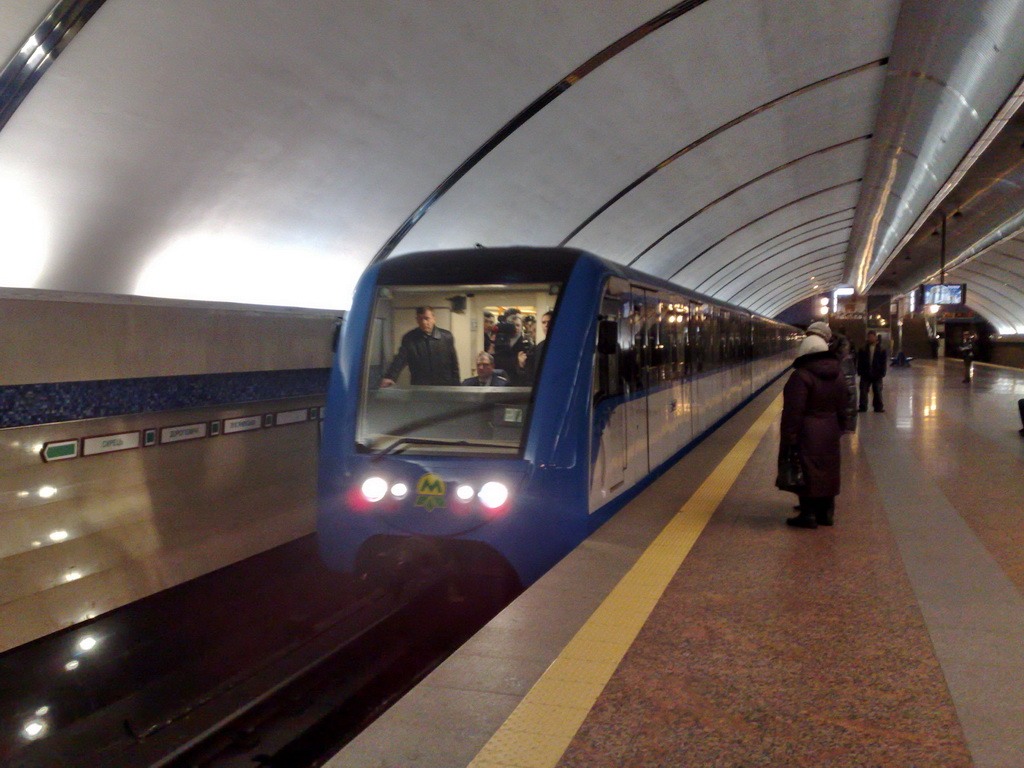
Первоначальный вид головного вагона

В конце 1990-х годов был поднят вопрос о разработке метропоезда оригинальной конструкции специально для нужд Киевского метрополитена. В результате в 2000 году был создан электропоезд «Славутич», но его серийное производство налажено не было и Киевский метрополитен продолжал закупки вагонов серии 81-717/714 российского производства.
В 2003 году на Крюковском вагоностроительном заводе начались работы по созданию первого метросостава украинского производства. В 2005 году были спроектированы кузова для новых вагонов.
Первые два вагона были продемонстрированы общественности в День Независимости Украины 24 августа 2005 года на открытии станции метро «Бориспольская». 26 января 2006 году пятивагонный состав поступил на испытания в электродепо «Дарница». 17 июня 2006 г опытный состав после доработок на заводе был вновь передан в электродепо «Оболонь» для последующих испытаний. Первоначально новые вагоны были окрашены в оранжевый, чёрный и красный цвета, однако к началу 2006 года они были перекрашены в сочетание голубого, чёрного и белого цветов.
Наконец, в июне 2008 года серийное производство вагонов серии 81-7021/7022 было одобрено.
20 января 2009 года первый состав впервые поехал с пассажирами, а в 2010 году построено ещё пять составов данной серии №№ 21003—21012, №№ 22004—22018, которые поступили в ТЧ-3 Киевского метрополитена.
Головные вагоны опытного состава получили обозначение 81-7021 и бортовые номера 21001—21002, промежуточные — 81-7022 и 22001—22003 соответственно. 
В опытном составе присутствует неплохая шумоизоляция. Это связано с тем, что в оконные рамы поместили стеклопакеты. После жалоб пассажиров на духоту в салоне (принудительная вентиляция не справлялась со своей задачей), на последующих производившихся составах окна оснастили форточками, в дверях установили решётки и шумоизоляция была утрачена. Некоторые части (например, тележки) закуплены у России. Последующие составы состоят из украинских частей. В них увеличена пассажировместимость на 15 %.
В настоящее время все составы этого типа эксплуатируются на Сырецко-Печерской (третьей/зелёной) линии Киевского метрополитена.
- Отправление поезда
- Вид из салона

## Первое время эксплуатации
Первые головные вагоны модели 81-7021 имели обтекаемую форму. Впоследствии она вызвала нарекания у машинистов: из-за неё из кабины не было видно часы на станции, в результате чего пришлось делать новые вагоны со стандартной «прямой» формой переда («маской»).

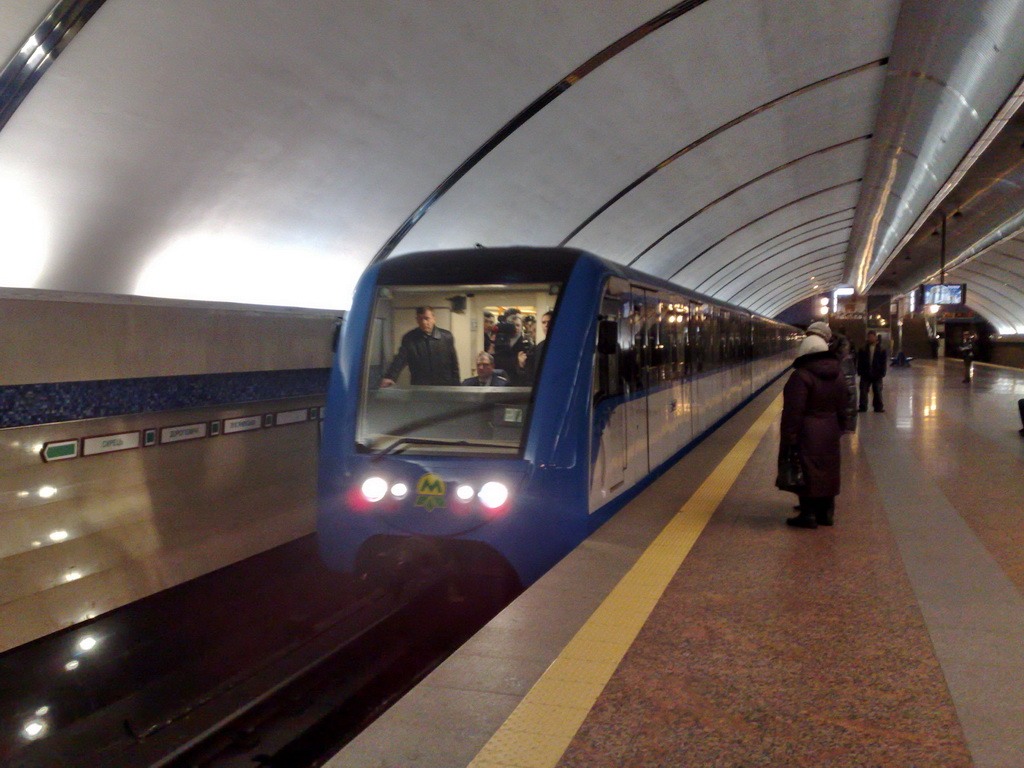
Первоначальный вид головного вагона

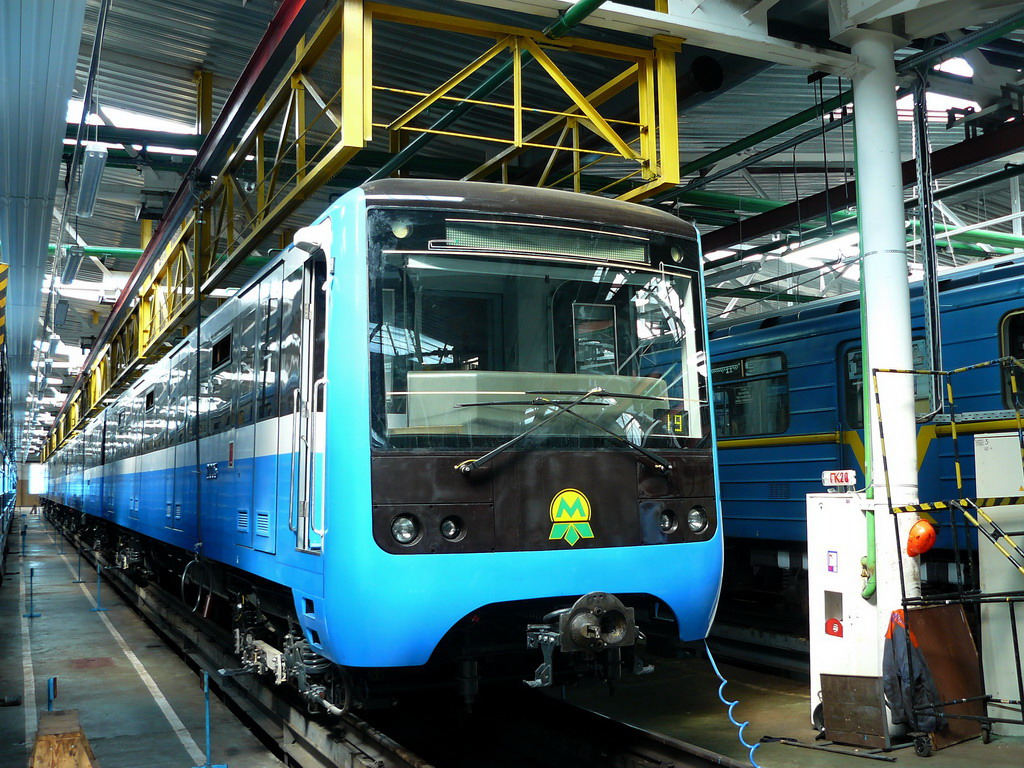
Изменённый вид головного вагона

## Конструкция
В конструкции кузова используются цельнотянутые листы с применением низколегированной стали для наружной обшивки и стеклопластик для декоративных масок на головных вагонах. Вагоны имеют вклеенные стёкла и прислонно-сдвижные двери, расположенные в четырёх дверных проёмах, которые находятся на равном расстоянии друг от друга. Двери могут быть открыты машинистом или же пассажирами с помощью специальных кнопок открывания дверей, установленных внутри и снаружи метровагонов.
Пассажирские салоны этих вагонов метро отделаны металлом в оранжево-жёлтой молотковой эмали, имеют две световые линии, яркие оранжевые поручни и сидения, обитые мягкой тканью. Высота сидений составляет 45 сантиметров — аналогично типу Е. В пассажирских салонах освещение выполнено двумя линиями светильников, в обшивке используются пластиковые панели, сидения обиты мягкой тканью. В торцах головных вагонов предусмотрены специальные места для инвалидных колясок. Вентиляция салонов принудительная, снабжена резервным питанием от аккумуляторных батарей. Наличие вклеенных стеклопакетов и отсутствие естественной вентиляции обеспечивают необходимую шумо- и теплоизоляцию пассажирских салонов. Внутри салонов и снаружи вагонов имеются 9 видеокамер наблюдения, изображение с которых выводится на монитор в кабине машиниста.
Кабина машиниста снабжена аппаратами управления, контрольно-измерительными приборами, связью с диспетчером, а также климатической установкой и саморегулирующимся креслом. Ходовая часть и электрооборудование вагонов аналогичны применяемым на «номерных» составах производства Мытищинского и Санкт-Петербургского заводов.
Между вагонами вместо стандартных автосцепок Шарфенберга установлены сцепные устройства цилиндрической формы специальной конструкции. На головных вагонах со стороны кабины машиниста для совместимости с остальным парком подвижного состава установлены автосцепки Шарфенберга.

### Шумоизоляция
Изначально вагоны этого типа обладали очень хорошей шумоизоляцией. Эффект был достигнут за счёт того что окна не открывались, а вентилирование производилось принудительным вдувом воздуха в салон. Однако пассажиры жаловались на духоту в салоне и завод внёс изменения в систему вентилирования. В окнах появились форточки, а в дверях были прорезаны решётки, из-за чего шумоизоляция была утеряна.